# Centropyge flavissima
Centropyge flavissima е вид бодлоперка от семейство Pomacanthidae. Видът не е застрашен от изчезване.

## Разпространение и местообитание
Разпространен е в Австралия, Американска Самоа, Вануату, Гуам, Кирибати (Феникс), Кокосови острови, Малки далечни острови на САЩ (Лайн, Остров Бейкър, Уейк и Хауленд), Маршалови острови, Микронезия, Науру, Ниуе, Нова Каледония, Остров Рождество, Острови Кук, Питкерн, Самоа, Северни Мариански острови, Соломонови острови, Токелау, Тонга, Тувалу, Фиджи и Френска Полинезия.
Обитава океани, морета, лагуни и рифове. Среща се на дълбочина от 1 до 41 m, при температура на водата от 25 до 29 °C и соленост 34,2 – 35,5 ‰.

## Описание
На дължина достигат до 14 cm.
Продължителността им на живот е около 11 години. Популацията на вида е стабилна.